# Sachsenhausen (Adelsgeschlecht)

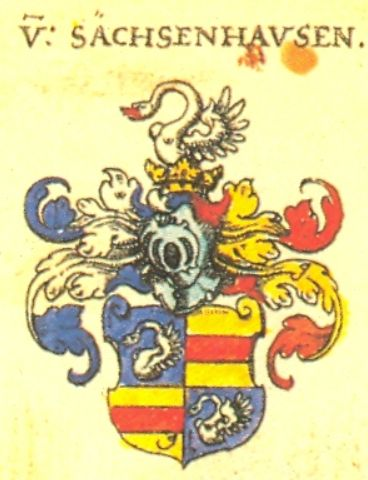
Wappen derer von Sachsenhausen nach Joh. Siebmacher 1605

Die Herren von Sachsenhausen waren ein Ritter- und Ministerialengeschlecht, das seinen Stammsitz im heutigen Frankfurt-Sachsenhausen hatte, aber auch darüber hinaus begütert war.

## Bedeutung
Es ist vom Ende des 12. Jahrhunderts bis in die Mitte des 14. Jahrhunderts nachweisbar. Sein Besitz ging durch eine Erbtochter auf die Familie derer von Praunheim über, ohne dass dazu Details bekannt sind. Die Herren von Sachsenhausen stellten einige hohe Funktionsträger in der Stadt Frankfurt am Main, so war Konrad von Sachsenhausen von 1263 bis 1268 Schultheiß der Stadt und sein Bruder Hartmann wird 1262 als Kustos des Kaiserdoms St. Bartholomäus in Frankfurt erwähnt.

## Stammliste

### Hauptstammliste
1. Hartmut (erwähnt 1194)
  1. Rupert / Ripert (erwähnt 1219–1243), 1225/26 Schultheiß von Frankfurt am Main
    1. Konrad von Sachsenhausen, Schultheiß von Frankfurt am Main 1263–1268, (erwähnt ab 1243, † vor 1280)
      1. Heinrich
      2. Rupert (II.) (erwähnt: 1276, 1293) ⚭ Kunigunde
      3. Begina
      4. Konrad (II.) (erwähnt 1272, 1277), († vor 1288) ⚭ Sophie von Urberg (erwähnt 1288), deren zweite Ehe dies ist. Sie ist die Schwester ihrer Schwägerin Mechthild.
        1. Konrad (III.), genannt „von Urberg“, (erwähnt 1288–1309) ⚭ Christine
          1. Heinrich (III.) (erwähnt 1305, 1345). Ungeklärt ist, ob er ein Sohn von Konrad (III.) oder Heinrich (II.) ist.

        2. Heinrich (II.) (erwähnt 1288)

      5. Johannes (erwähnt 1276, 1285), († vor 1288) ⚭ Mechthild von Urberg (erwähnt 1288). Sie ist die Schwester ihrer Schwägerin Sophie.
        1. Christine ⚭ Hermann von Vilbel
        2. Johannes (II.), genannt „von Urberg“, (erwähnt 1288, 1343)

    2. Hartmann (erwähnt 1262) Kustos des Kaiserdoms St. Bartholomäus in Frankfurt (custodis ecclesiae frankenfordensis)
    3. Mechtild

  2. ?NN?
    1. Heinrich (III.) (erwähnt 1268, 1273) († vor 1273)
      1. Elisabeth (erwähnt 1273, 1276)

    2. Hartmut (II.) (erwähnt 1272–1276) ⚭ Adelheid
      1. Hartmut (III.) (erwähnt 1305)
        1. Marquart (erwähnt 1305–1327) ⚭ Gela
          1. ?Marquart (II.) (erwähnt 1371–1381)

        2. Hartmut (IV.) (erwähnt 1305) ⚭ Christine

### Weitere Familienmitglieder
Neben den in der Stammliste erfassten Mitgliedern der Familie gibt es weitere, die sich in diese Genealogie nicht einhängen lassen:
1. Hartmut (erwähnt 1279–1288)
  1. Kuno (erwähnt 1279–1288)

1. Heinrich, 1287 magister curiae des Herzogs Ludwig von Oberbayern und Pfalzgraf bei Rhein; 1288, 1295 stellvertretender Haus- und Hofmeister des Pfalzgrafen bei Rhein.